# Brus (Lipljan)
Pour les articles homonymes, voir Brus (homonymie).
Banullë en albanais et Brus en serbe latin (en serbe cyrillique : Брус) est une localité du Kosovo située dans la commune/municipalité de Lipjan/Lipljan, district de Pristina (Kosovo) ou district de Kosovo (Serbie). Selon le recensement kosovar de 2011, elle compte 328 habitants, tous albanais.

## Démographie

### Évolution historique de la population dans la localité
| 1948 | 1953 | 1961 | 1971 | 1981 | 1991 | 2011 |
| ---- | ---- | ---- | ---- | ---- | ---- | ---- |
| 250  | 256  | 291  | 369  | 369  | 393  | 328  |

|  |